# Danny McBride (Schauspieler)

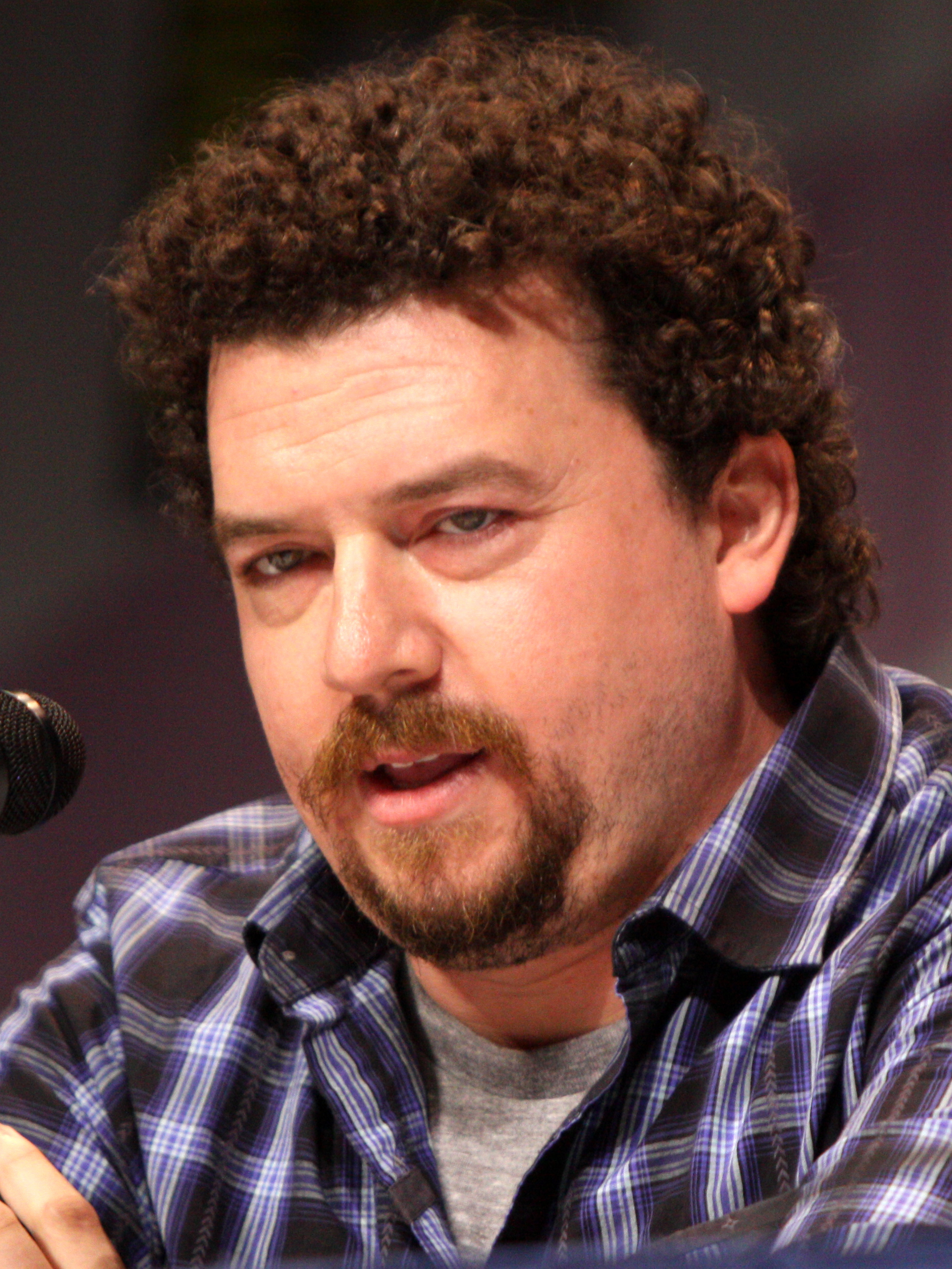
Danny McBride bei der Wondercon 2013

Daniel Richard „Danny“ McBride (* 29. Dezember 1976 in Statesboro, Georgia) ist ein US-amerikanischer Drehbuchautor, Produzent und Schauspieler.

## Leben
Nach seiner ersten Rolle in All the Real Girls spielte McBride in dem Film The Foot Fist Way eine Hauptrolle mit seinem Co-Autoren Ben Best. Mit ihnen schrieb dieses Buch Jody Hill, der Regie führte. Dieses Trio entwickelte später die Serie Eastbound & Down, die ab 2009 in den USA ausgestrahlt wurde. Produziert wurde diese Serie von Will Ferrell, der ebenfalls für McBrides zweiten größeren Erfolg Hot Rod – Mit Vollgas durch die Hölle als Produzent verantwortlich war. Zusammen sind sie in der Verfilmung der Fernsehserie Im Land der Saurier unter dem Titel Die fast vergessene Welt zu sehen. Gemeinsam mit Ben Stiller spielte er in den Filmen Nach 7 Tagen – Ausgeflittert und Tropic Thunder.
McBride entwickelte als Autor die Serie Vice Principals und war an dem Film Halloween beteiligt, der 2018 erschien.
Seine Zusammenarbeit als Schauspieler mit Seth Rogen und Judd Apatow in deren Filmen Drillbit Taylor – Ein Mann für alle Unfälle, Ananas Express und Shopping-Center King – Hier gilt mein Gesetz machten Danny McBride weltweit bekannt.

## Filmografie (Auswahl)
- 2003: All the Real Girls
- 2006: The Foot Fist Way
- 2007: Hot Rod – Mit Vollgas durch die Hölle (Hot Rod)
- 2007: Superbad
- 2007: Nach 7 Tagen – Ausgeflittert (The Heartbreak Kid)
- 2008: Drillbit Taylor – Ein Mann für alle Unfälle (Drillbit Taylor)
- 2008: Tropic Thunder
- 2008: Ananas Express (Pineapple Express)
- 2009: Fanboys
- 2009: Die fast vergessene Welt (Land of the Lost)
- 2009: Shopping-Center King – Hier gilt mein Gesetz (Observe and Report)
- 2009–2013: Eastbound & Down (Fernsehserie, 29 Episoden)
- 2009: Up in the Air
- 2010: Stichtag (Due Date)
- 2011: Your Highness
- 2011: Kung Fu Panda 2 (Stimme)
- 2011: Fight for Your Right Revisited
- 2011: 30 Minuten oder weniger (30 Minutes or Less)
- 2011: Good Vibes (Fernsehserie, 12 Episoden)
- 2013: Das ist das Ende (This Is the End)
- 2013: As I Lay Dying
- 2013: Clear History (Fernsehfilm)
- 2015: Aloha – Die Chance auf Glück (Aloha)
- 2015: Rock the Kasbah
- 2016: Angry Birds – Der Film (The Angry Birds Movie, Stimme)
- 2016: Sausage Party – Es geht um die Wurst (Sausage Party, Stimme)
- 2016–2017: Vice Principals (Fernsehserie)
- 2017: Alien: Covenant
- 2018: Halloween
- 2019: Angry Birds 2 – Der Film (The Angry Birds Movie 2, Stimme)
- 2019: Zeroville
- 2021: Die Mitchells gegen die Maschinen (The Mitchells vs. the Machines, Stimme)
- 2021: Halloween Kills
- 2022: Halloween Ends